# Lindsaea pellaeiformis
Lindsaea pellaeiformis är en ormbunkeart som beskrevs av Christ. Lindsaea pellaeiformis ingår i släktet Lindsaea och familjen Lindsaeaceae. Inga underarter finns listade.